# Iwoniczanka
Iwoniczanka (Iwonka, Iwonicki Potok) – potok, prawobrzeżny dopływ Lubatówki o długości 12,89 km i powierzchni zlewni 27,5 km².
Potok płynie w Beskidzie Niskim i na terenie Dołów Jasielsko-Sanockich. Jego źródła znajdują się na wysokości ok. 560–570 m n.p.m. na północnych stokach Sroków Działu i na zachodnich stokach Przymiarek, w południowym pasie Wzgórz Rymanowskich. Spływa początkowo w kierunku północno-zachodnim, lecz już w osiedlu Turkówka (przysiółek Lubatowej) skręca ku północy i przecina północny pas wzgórz, między Glorietą na wschodzie a Przedziwną na zachodzie. Przepływa przez Iwonicz-Zdrój, po czym wydostaje się na płaskie tereny Dołów Jasielsko-Sanockich. Za Iwoniczem nieznacznie meandruje i zbacza nieco ku północnemu zachodowi, po czym na wysokości ok. 285 m n.p.m., w Miejscu Piastowym, wpada do Lubatówki.
Jego dopływami lewobrzeżnymi są Bełkotka, Ispak i Grabiński, a prawobrzeżnymi Orli, Jeleni i Piekliska. W Iwoniczu-Zdroju w dolinie Iwonickiego Potoku eksploatowane są wody mineralne.